# هزینه عملیات
هزینه عملیات (انگلیسی: Operating cost) یا هزینه‌های عملیاتی، به برآمد یا هزینه‌هایی اطلاق می‌گردد، که برای عملیات یک کسب‌وکار یا بهره‌برداری از تجهیزات و تأسیسات، هزینه می‌شوند. هزینه عملیات، در واقع هزینه منابع مورد استفاده یک سازمان است، که برای حفظ حیات آن ضروری می‌باشد. برای یک شرکت تجاری، هزینه‌های عملیاتی به سه دسته گسترده هزینه‌های ثابت، هزینه‌های متغیر و هزینه‌های نیمه‌متغیر (هزینه‌های لازم برای حفظ کسب‌وکار در شرایط نرمال) تقسیم می‌شود.